# Sophora stenophylla
Sophora stenophylla är en ärtväxtart som beskrevs av Asa Gray. Sophora stenophylla ingår i släktet soforor, och familjen ärtväxter. Inga underarter finns listade i Catalogue of Life.